# Beichlen
Die Beichlen, auch Beichle, ist ein langgezogener Bergkamm der Emmentaler Alpen im Schweizer Kanton Luzern.

## Lage
Der Bergkamm liegt im Entlebuch, südöstlich von Escholzmatt. Anteil am Kamm der Beichlen haben die Gemeinden Escholzmatt-Marbach und Flühli.
Der Grat der Beichlen erstreckt sich vom Hilferental im Südwesten über rund 7 km nach Nordosten bis zur Lammschlucht im Tal der Waldemme. Der Hauptgipfel erreicht eine Höhe von 1770 m ü. M.
Von hier nimmt die Höhe des Grates langsam aber kontinuierlich ab bis zur Gsteigegg (1458 m ü. M.) am Nordostende und dem Rotefluespitz (1532 m ü. M.) an der Südwestecke. Begrenzt wird der Bergkamm der Beichlen im Westen vom Tal der Ilfis, im Nordwesten und Norden von der breiten Talniederung des Entlebuchs und im Osten vom Tal der Waldemme. Gegen Süden leitet der Hilferenpass (1290 m ü. M.) zur Kette der Schrattenfluh über. Der Beichlengrat fällt in alle Richtungen ausser gegen den Hilferenpass steil ab.

## Etymologie
Der Name Beichlen leitet sich wahrscheinlich vom Wort Bank als Bezeichnung für die Felsbänke («Bänklen, Bänchlen, Bächlen, Bäichle») ab.

## Geologie
Die Gesteine der Beichlen stammen zur Hauptsache aus der Ablagerungsperiode der Unteren Süsswassermolasse. Im Zeitraum vor etwa 30 bis 20 Millionen Jahren verfrachteten zahlreiche Flüsse grosse Mengen an Erosionsmaterial aus den zu dieser Zeit in starker Hebung begriffenen Alpen und lagerten die Gesteinsfragmente im Molassebecken am Alpennordrand ab. In der nachfolgenden Zeit wurden die helvetischen Decken über diese Molasseschichten geschoben. Dadurch wurde die alpenrandnahe Molasse zusammengestaucht, herausgehoben und in einzelne Schuppen zerlegt, weswegen die ehemals flachlagernden Schichten heute Bergkämme bis 1800 m Höhe bilden. Die zusammengepresste und steilgestellte Molasse der Beichlen wird in der Geologie als subalpine Molasse bezeichnet. Aufgebaut ist die Beichlen überwiegend aus Nagelfluh, einem Konglomerat aus gerundeten Gesteinsblöcken unterschiedlicher Grösse, die mit einem Bindemittel (Kalk, Sand und Ton) zu einem zusammenhängenden Gestein verfestigt sind. Zwischen den Nagelfluhschichten sind auch feinkörnige Sandstein- und Mergelschichten eingelagert. Während der Eiszeiten bildeten sich jeweils am Nordwesthang der Beichlen kleine Kargletscher. In historischer Zeit ereigneten sich an den Hängen der Beichlen mehrere Bergstürze und Hangrutschungen. Der letzte grössere Bergrutsch, der am 22. Juni 1980 seinen Anfang nahm, erreichte bei Rohrigmoos sogar den Talboden der Waldemme.

## Flora
Im Kammbereich und am Südosthang des Berggrates erstrecken sich grössere Alpweiden und Moorwiesen. Die steilen Hänge sind meist dicht bewaldet.

## Bilder

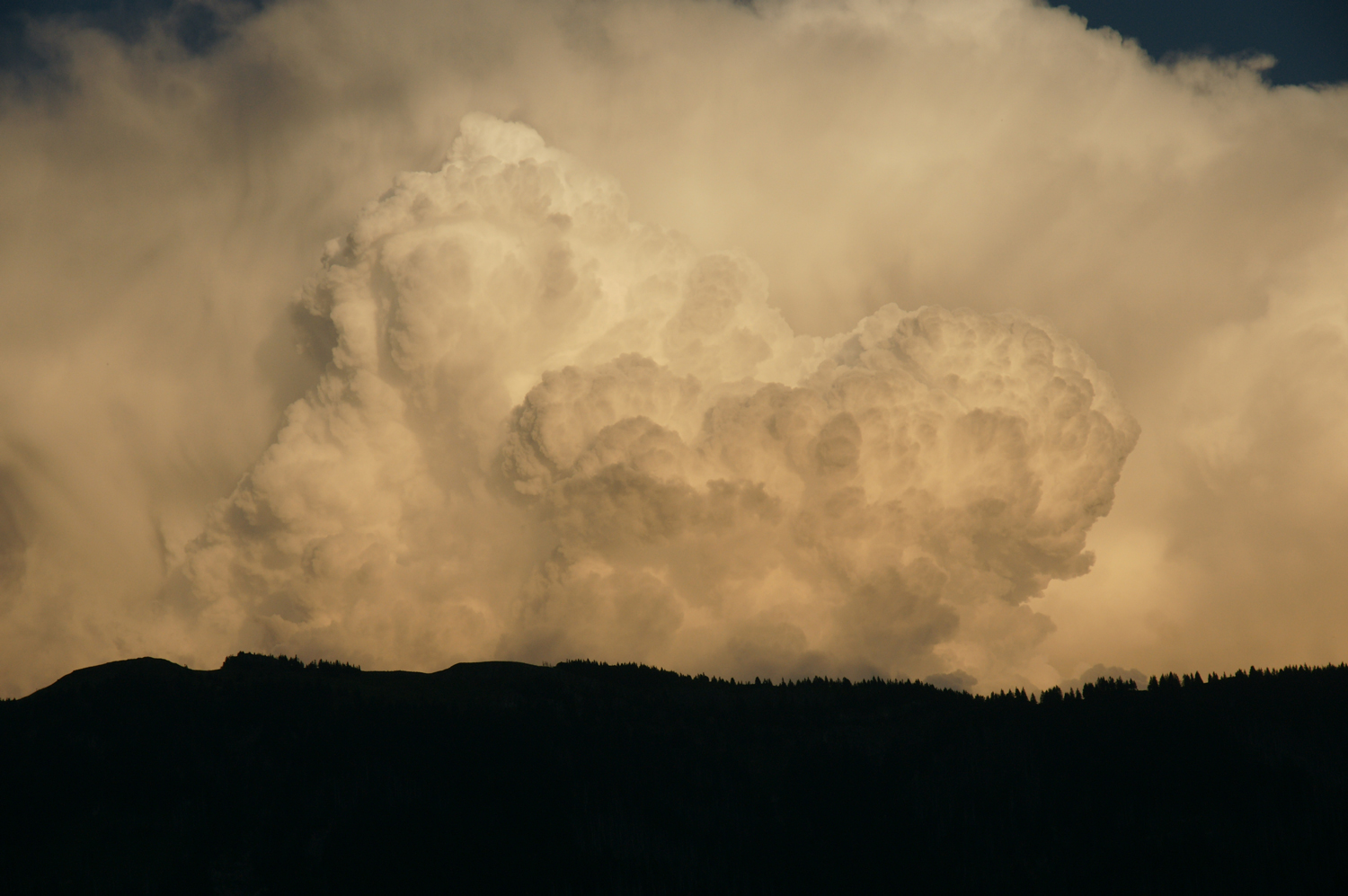
Die Beichlen von Escholzmatt aus gesehen vor einem Sommergewitter.
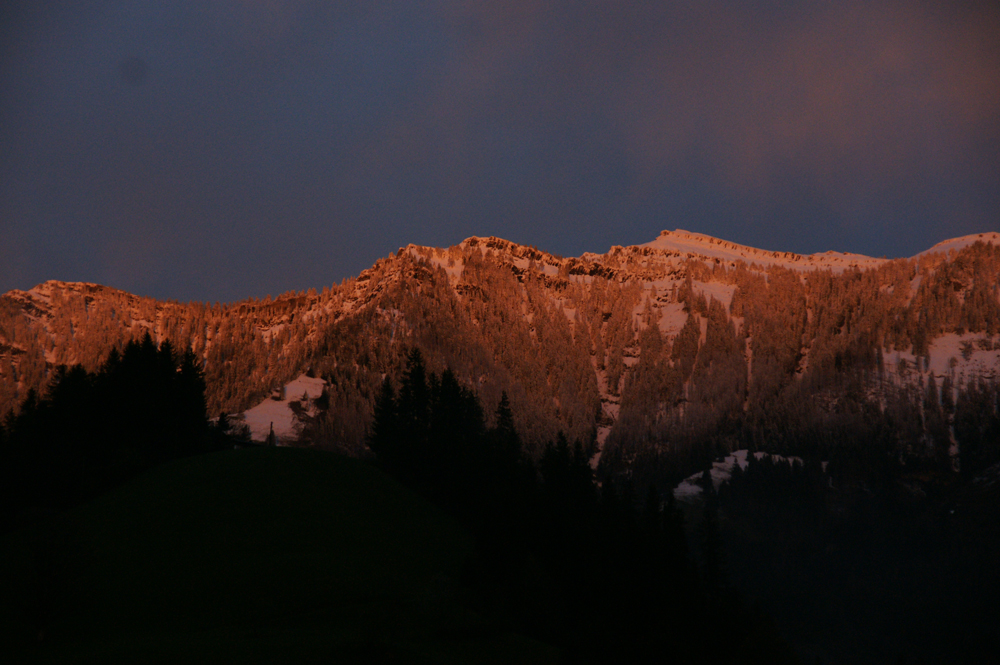
Die Beichlen von Escholzmatt aus gesehen im Sonnenuntergang